# Corinnomma severum
Corinnomma severum är en spindelart som först beskrevs av Tord Tamerlan Teodor Thorell 1877.  Corinnomma severum ingår i släktet Corinnomma och familjen flinkspindlar. Inga underarter finns listade i Catalogue of Life.